# Кельтіберські війни
Кельтіберські війни — низка війн Римської республіки, що призвели до підкорення племен на сходу Піренейського півострова. Перша Кельтіберська війна, яка тривала (181-179 рік до н.е.), та Друга Кельтіберська війна, яка відбувалася (154-151 рік до н.е.), становили два з трьох великих повстань кельтіберів — союзу кельтських племен, що проживали в східній частині центральної Іспанії. Племена, такі як пеллендони, ареваки, лусони, тітті та белли, були активними учасниками цих повстань, спротивляючись присутності римських сил в Іспанії.
Після закінчення Другої Пунічної війни карфагеняни відмовилися від контролю над своїми іспанськими територіями, що знаходилися поруч з кельтіберами. Це призвело до конфліктів між кельтіберами та римськими військами, що діяли в районі Кельтіберії, і спричинило Першу кельтіберську війну. Римська перемога в цій війні і мирні угоди, укладені римським претором Гракхом з деякими племенами, привели до 24 років відносного миру.
У 154 році до нашої ери римський сенат заперечив проти побудови містом Белла Сегеда стін і оголосив війну. Це спричинило початок Другої кельтіберської війни (154–152 рр. до нашої ери). У війні брали участь принаймні три племена кельтіберів: тітти, белли (міста Сегеда і Нертобрига) та ареваки (міста Нумантія, Аксінум і Оціліс). Після початкових перемог кельтіберіанців, консул Марк Клавдій Марцелл наніс кілька пораз
ок та уклав мир з кельтіберіанцями. Наступний консул Луцій Ліциній Лукулл напав на ваккеїв, плем'я, що проживало в центральній долині Дуеро, яке не воювало з Римом. Він зробив це без дозволу Сенату, виправдовуючись тим, що ваккеї погано поводилися з карпетані. Друга кельтіберська війна співпала з Лузитанською війною (154–150 рр. до нашої ери).
Після кельтіберських воєн настало третє велике повстання, відоме як Нумантинська війна (143–133 рр. до нашої ери), яке іноді розглядають як Третю кельтіберську війну.

## Витоки
Після перемоги у битві при Іліпі в 206 році до нашої ери, Римська Республіка захопила території карфагенян у південній Іспанії. На цих завоюваних землях Римляни заснували дві провінції: Hispania Citerior (Ближча Іспанія), яка охоплювала більшу частину східного узбережжя, відповідна сучасним автономним спільнотам Арагону, Каталонії та Валенсії, і Hispania Ulterior (Далі Іспанія) на півдні, що відповідає сучасній Андалусії.
У наступні роки після завоювання, на території Іспанії виникло багато повстань племен, як на римській території, так і за її межами. Ці повстання тривали протягом 98 років, до кінця Першої кельтіберської війни в 179 році до нашої ери.
Кельтіберіанці, або латиноамериканські коаліції, що складалися частково з кельтіберіанців, швидко стикалися з новою імперською владою. У 197 році до нашої ери 20 000 кельтіберіанців напали на римську армію біля Ілітургіса, а в 195 році до нашої ери 10 000 кельтіберіанців приєдналися до турдулів у протистоянні проти Риму. Римська консульська армія під командуванням Катона Старшого була відправлена в Кельтіберію, і хоча вона не змогла захопити Сагунтію, її присутність змусила кельтіберіанців припинити військові дії у 195 році до нашої ери. Але незабаром після повернення Катона до Риму,
у 193 році до нашої ери, коаліція кельтіберіанців, вакчеїв і веттонів була розгромлена Марком Фульвієм Нобіліором біля Толетума. У 185 році до нашої ери на тій же території виникла нова іспанська коаліція, складена, ймовірно, з кельтіберіанців, веттонів і карпетанів. Ця коаліція розбила дві преторіанські армії, але зазнала поразки в іншому зіткненні біля річки Тежу.
У 182 році до нашої ери Квінт Фульвій Флакк зміцнив тиск, діючи ближче до Кельтіберії. Флакк завоював місто Урбікуа. У відповідь кельтіберіанці зібрали армію з 35 000 чоловік.

## Перша кельтіберська війна
Влітку 181 року до н. е. повстало кельтіберське плем'я лузонів. До них доєдналися племена белів, тифтіїв, ареваків, пелендонів, створивши 35-тисячне військо. Їх підтримали племена ваккеїв і веттонів.
Претор Квінт Фульвій Флак, вирішив взяти ініціативу на себе, мобілізувавши союзних іберів, вдерся до Карпетанії (південна Кельтіберія). Римські легіони підійшли до міста Ебура, що належала веттонам. У запеклій битві римляни здобули блискучу перемогу, втративши 200 легіонерів, 800 союзників і 2400 допоміжних сил. Ворог втратив 23 тис. загиблими та 4700 полоненими. Ебуру було захоплено.
Пройшовши на північ Карпетанції, Флакк захопив місто Ульбікну, а потім завдав нової поразки кельтіберам у битві біля Контребії (головне місто племені бели). Повсталі втратили 12 тис. вбитими, 5 тис. полоненими. Римляни спустошили усю місцевість, захопивши поселення кельтіберів.
Флакк 180 року до н. е. отримав від сенату тріумф, а також повідомив, що кельтібери приборкані. Навіть пропонував вивести звідти римські легіони, а спиратися на союзників, яких повинно було вистачити.
Втім новий претор Тиберій Семпроній Гракх справедливо вважав виведення римських військ з Близької Іспанії передчасним. Зрештою Гракх отримав разом з допоміжними силами 13 200 легіонерів і 750 вершників.
Ще до прибуття Гракха до провінції Квінт Фульвій Флакк знову виступив проти кельтіберів, що вкотре повстали, розраховуючи на від'їхд Флакка. Римляни сплюндрували значну частину Кельтіберії. За цим Флак рушив до Тарракону, де мав передати командування новоприбулому Гракху. На шляху його було атаковано в Манліанському перевалі. В запеклій битві римляни завдали поразки кельтіберам, що втратили 17 тис. вбитими і 4 тис. полоненими. Римські втрати склали 472 римлян, 1019 латинських союзників та 3 тис. іберів.
179 року до н. е. Тиберій Семпроній Гракх і Луцій Постумій Альбін, пропретор провінції Дальня Іспанія, отримали додатково 8 тис. легіонерів і 700 вершників. Вони вирішили остаточно приборкати кельтіберів. Альбін рушив через землі лузитанів проти ваккеїв. Гракх безпосередньо атакував решту племен кельтіберів. Спочатку він захопив міста Мунда і Кертима. За цим у битві біля Алке завдав тяжкої поразки супротивникові, що втратив 9 тис. вбитими і 320 полоненими. Втрати римлян становило 109 легіонерів.
За цим пройшов Кельтіберією, підкоривши 103 поселення. Потім повернувся до Алке, де після тривалої облоги захопив місто. тут потрапила у полон родина Турру, одного з провідних вождів кельтіберів. Це змусило останнього почати перемовини з римлянами, внаслідок чого турру оголошений «другом Риму». В подальшому допомагав Гракху у приборканні повсталих племен. На півночі Кельтіберії у триденній битві біля гори Чаун Гракх завдав кельтіберам рішучої поразки. Ті втратили згідно Тита Лівія 22 тис. загиблими і 300 полоненими. В цей час Луцій Постумій Альбін завдав нищівної поразки ваккеям, які нібито втратили 35 тис. загиблими (можливо, тут підраховані загальні їх втратити в усій війні). необхідність створити більш міцний ґрунт для римського панування на півострові почав перемовини з кельтіберськими вождями. останні з огляди на значні військові втрати, плюндрування своїх земель також почали перемовини. Ймовірно чималу роль в цьому відіграв вожді Турру.
За укладеною угодою кельтібери визнавали владу Риму. Водночас замість колишньої збори данини впроваджувався податок віценсима — 5 % врожаю зерна, яка була більш ефективною і менш вразливою до зловживань, ніж звичайна римська практика делегування збору податків відкупникам. Також вожді кельтіберів мали забезпечувати римських преторів допоміжними військами. При цьому кельтібери отримали право розбудовувати та зміцнювати існуючи міста, їм заборонено зводити нові укріплення. Також вождям могли продавати права на розведення корисних копалин та прокладання шляхів. Вожді, що уклали ці угоди, отримали від Гракха титул друзів Риму. деяким племенам було надано землі замість сплюндрованих.
Такі м'які й дипломатичні заходи забезпечили умиротворення провінції до 154 року до н. е.

## Друга кельтіберська війна
У 154 році до нашої ери місто Сегеда, один з найважливіших міських центрів кельтіберів Беллі, розпочало будівництво нових укріплень та потужніших стін. Римська імперія вважала, що це порушує угоду, укладену у 179 році до нашої ери, і наказала зупинити роботи. Однак роботи тривали до весни 153 року до нашої ери, коли римська армія під проводом Квінта Фульвія Нобіліоре розгромила сильний контингент, що складався як з ярмарків, так і з племен Тітті та їх союзників, неподалік від Сегеди. Доля Сегеди була вирішена, багато її мешканців покинули місто, щоб знайти притулок у Нумантії, столиці кельтіберського народу Аревакі.
В той же час, військові дії були припинені не лише через те, що повстанці висловили свою готовність домовитися з Римом, але й через антиримське повстання, яке спалахнуло в Лузитанії. Це повстання загрожувало залучити південну частину Іспанії до війни, що велася проти кельтіберів у центральній Іспанії.
У 152 році до нашої ери Марк Клавдій Марцелл замінив Квінта Фульвія Нобіліоре в проведенні конфлікту, що призвело до поворотного моменту. Лузитанія стала головним фронтом, і Марцелл встановив свої зимові квартири в Кордові, тоді як кельтіберські племена, що брали участь у конфлікті, а також ті, що залишилися вірними Риму, вислали свої
посланці до міста. Сенат обговорював продовження війни. Незважаючи на дипломатичні успіхи Марка Клавдія Марцелла (повстання кельтіберських міст Нертобрига і Оциліда примирилися з Римом), війна тривала. Повстання в Лузитанії продовжувало забирати людей і ресурси, і в верхній частині долини Дуеро народ Ваччей, ймовірно, кельтського походження, почав виявляти ознаки незадоволення. Знаходячись біля воріт Нумантії, римський полководець уклав мир з ареваками, які жили у місті та його околицях. Ці угоди фактично передбачали виплату скромного військового внеску Риму і відновлення угод, укладених у 179 році до нашої ери. Подібні угоди були також укладені з лузитанцями, беллами, тіттами та іншими кельтіберськими племенами (151 рік до нашої ери). Завдяки досягненому перемир'ю Луцій Ліциній Лукулл та Публій Корнелій Сціпіон Еміліан стали наступниками Марка Клавдія Марцелла і змогли провести превентивну війну проти вакчей, завойовуючи міста Каука та Інтеркатія, а також систематично розорюючи сільські райони і невеликі сільськогосподарські села.
У 147 році до нашої ери, через чотири роки після закінчення Другої кельтіберської війни, лузитанці, які повстали між 155 і 150 роками до нашої ери, знову піднялися в повстанні під час Віріатської війни (147-139 рр. до н.е.). У 144 році до нашої ери, на четвертий рік цієї війни, Віріат, лузитанський лідер, закликав кельтіберів до повстання. Це призвело до Нумантійської війни (143-133 рр. до н.е.), яка стала найдовшою війною опору проти римлян.

## Третя кельтіберська війна
У 143 році до н.е. кельтібери відмовилися від угод, укладених у 179 і 151 роках до н.е., і знову виступили проти Риму під проводом Віріата. Римський полководець Квінт Цецилій Метелл Македонський вислав сильну армію для придушення повстання. Він зазначив кілька важливих успіхів, зокрема, захоплення міст Сентобріга і Контребії Карбіка після тривалої облоги. У 141 році до н.е. його змінив Квінт Помпей, який не зміг заволодіти Нумантією після спроби вторгнення. У 139 році до н.е. Марк Попілій Ленат запровадив наступ на землі вакчей і кельтіберського племені лузонів. Гаєм Гостілієм Манцином в 137 році до н.е. була здійснена нова спроба заволодіти Нумантією, проте вона зазнала поразки. Манчіно уклав угоду з Ареваками, проте римський сенат її не визнав. У наступні два роки фронт боротьби з кельтіберами залишався відносно спокійним, а Рим зосередився на умиротворенні Лузітанії та боротьбі з Ваччеями. У 134 році до н.е. Публій Корнелій Сципіон Еміліан був відправлений в Іспанію як консул, хоча його термін ще не минув. Він брав участь у війні проти Нумантії, в супроводі Гая Марія, принца Югурти та історика Полібія. Сципіон Еміліан усвідомив стратегічне значення Нумантії та її оборонної системи для кельтіберів і віддавав перевагу завоюванню міста. Після тривалого опору Нумантія капітулювала в 133 році до н.е., разом з повстанням Ареваків та інших племен. Це була остання кельтіберська війна, і Рим нарешті забрав півострів під свою владу.

## Цікаві факти
- Кельти відомі своїм воєнним мистецтвом і були твердими противниками Римської армії. Вони володіли високими навиками в бойовому мистецтві, а їхні воїнські таланти включали неперевершену здатність до бойового крику, різноманітних бойових формацій та використання легендарної кельтської зброї, такої як гайтари і мечі.

- Військові лідери кельтів, відомі як вересні, мали великий вплив на хід війн. Вони командували своїми племенами та здібностями,вони також залучали до війни значну кількість вояків. Деякі з них стали легендарними фігурами, наприклад, Веркінгеторікс, герой битви під Алезією в 52 році до нашої ери.
- Велика Британія була одним з головних центрів кельтської культури, і саме там Кельтберські війни були особливо напруженими. Римські загони під командуванням Юлія Цезаря та пізніше Клавдія підкорили значну частину острова, але повна римська окупація тривала десятиліття.
- У битві при Алезії, яка відбулася в 52 році до нашої ери, Римська Республіка вела облогу міста Алезія (сучасне місто Алізе в східній Франції), яке було фортифіковано галями. Римляни успішно оточили місто, створивши велику оборонну систему з двох паралельних валів та рову. Ця битва вважається вирішальною в Кельтберських війнах і призвела до послаблення кельтського опору проти Риму.
- В пізніших стадіях Кельтберських війн римські завойовники почали використовувати тактику "розколу та панування". Вони активно використовували дипломатичні зусилля, щоб роз'єднати і послабити кельтські племена, укладаючи союзи з одними проти інших.